# David Wahl
Pour les articles homonymes, voir Wahl (homonymie).
Œuvres principales
La Visite curieuse et secrète
Histoire spirituelle de la danse
Traité de la boule de cristal
Le Sale Discours
Donvor
Nos cœurs en terre 
La Vie profonde
Le Sexe des pierres
Scènes principales
Le Quartz
Festival d'Avignon
Théâtre de la Tempête
David Wahl, né en 1978, est un comédien, metteur en scène et auteur français.

## Biographie

### Formation et débuts
David Wahl naît en 1978 d'un père pneumologue et d'une mère endocrinologue. Enfant il rêve de devenir paléontologue et écrivain (il écrit ses premiers poèmes). Il entre en classes préparatoires de l'École nationale des chartes où il étudie l'histoire et le latin puis à la  Sorbonne où il se spécialise en histoire romaine et en histoire byzantine tout en suivant les cours de théâtre du Conservatoire du 7e arrondissement de Paris,.
Il devient l'assistant de Jean-Michel Ribes au Théâtre du Rond-Point puis écrit avec Julie Berès trois pièces : Sous les visages (2008), Notre besoin de consolation (2010) et Lendemains de fête (2013),.

### Causeries
En 2013, David Wahl crée sa compagnie afin de produire et d'interpréter ses spectacles sous forme de causeries « érudites et esthétiques »,. Il devient artiste associé du Quartz, scène nationale de Brest qui lui propose une résidence à l'aquarium Océanopolis où le directeur l'invite à écrire sur l’océan. Il rencontre Dominique, un manchot qui se prend pour un homme. De cette rencontre avec l'animal et avec des scientifiques naît le texte La Visite curieuse et secrète ou Relation véritable des choses inouïes se passant en la mer et ses abysses,. Il présente ensuite Traité de la boule de cristal et Histoire spirituelle de la danse,.
En 2017, David Wahl revient dans un spectacle écologique, Le Sale Discours ou Géographie des déchets pour tenter de distinguer au mieux ce qui est propre d'avec ce qui ne l'est pas dans une mise en scène de Pierre Guillois,,,. En 2018, il écrit pour le jeune public Histoires de fouilles sur l'impact du plastique sur l'environnement,.
En 2021, le Festival d'Avignon invite le comédien à se produire avec un artiste d’une autre discipline dans la manifestation Vive le sujet!. Il invite le sculpteur et performeur Olivier de Sagazan. Tous deux créent Nos cœurs en terre qui interroge notre rapport à la minéralité et à l'hypothèse de l'origine minérale de l'homme. Sur scène Olivier de Sagazan recouvre le comédien de 50 kilos d'argile, de pétales et de branches se transformant ainsi en écosystème
,,.
Des scientifiques de l'Ifremer invitent le dramaturge et le metteur en scène Thomas Cloarec à participer à une mission d'exploration des abysses au large des Açores à bord du navire océanographique Pourquoi Pas afin de mettre en lumière leurs recherches. De son journal de bord, David Wahl écrit Donvor (2022) ('eau profonde' en breton), spectacle immersif joué au Théâtre de la Reine blanche à Paris puis en tournée qui plonge notamment les spectateurs au fond de l'océan en recréant sur scène les effets sonores,.
En 2024, pour la compagnie brestoise Teatr Piba, il s'interroge sur l'origine de notre civilisation du lait dans Nos voies lactées en français, breton et en langue des signes.

## Théâtre

### Auteur-adaptateur
- 2008 : Sous les visages coécrit avec Julie Berès, Elsa Dourdet, Nicolas Richard, mise en scène Julie Bérès, Le Quartz (Brest), Théâtre de la Ville, tournée
- 2010 : Notre besoin de consolation coécrit avec Julie Bérès, Elsa Dourdet, Nicolas Richard,  mise en scène Julie Bérès, Le Quartz (Brest), Théâtre de la Ville, tournée
- 2011 : Mefausti d'après Christopher Marlowe, mise en scène Damien Odoul, Théâtre des Bouffes du Nord
- 2013 : Lendemains de fête coécrit avec Julie Bérès, Elsa Dourdet, Nicolas Richard, mise en scène Julie Bérès conception Julie Bérès, Théâtre de la Ville, tournée
- 2014 : La Visite curieuse et secrète ou Relation véritable des choses inouïes se passant en la mer et ses abysses, Le Quartz (Brest), tournée
- 2015 : Histoire spirituelle de la danse, Le Quartz (Brest), tournée
- 2015 : Traité de la boule de cristal, Le Quartz (Brest), tournée
- 2017 : Le Sale Discours ou Géographie des déchets pour tenter de distinguer au mieux ce qui est propre d'avec ce qui ne l'est pas, mise en scène Pierre Guillois, La Scala, Festival Off d'Avignon, tournée
- 2018 : Histoires de fouilles, mise en scène David Wahl, tournée
- 2020 : Donvor, mise en scène Thomas Cloarec, Théâtre de la Reine blanche, tournée
- 2021 : Nos cœurs en terre, mise en scène Gaëlle Haüsermann, Festival d'Avignon, Théâtre de la Tempête
- 2023 : Nos voies lactées de David Wahl, mise en scène Thomas Cloarec, tournée

### Comédien
- 2014 : La Visite curieuse et secrète ou Relation véritable des choses inouïes se passant en la mer et ses abysses de David Wahl, Le Quartz (Brest), tournée
- 2015 : Histoire spirituelle de la danse de David Wahl, Le Quartz (Brest), tournée
- 2015 : Traité de la boule de cristal de David Wahl, Le Quartz (Brest), tournée
- 2017 : Le Sale Discours ou Géographie des déchets pour tenter de distinguer au mieux ce qui est propre d'avec ce qui ne l'est pas de David Wahl, mise en scène Pierre Guillois, La Scala, Festival Off d'Avignon, tournée
- 2018 : Histoires de fouilles de et mise en scène David Wahl, tournée
- 2021 : Nos cœurs en terre de David Wahl, mise en scène Gaëlle Haüsermann, Festival d'Avignon, Théâtre de la Tempête

- Mise en scène
- 2018 : Histoires de fouilles de David Wahl, tournée

## Publications
- Le Chant du narcisse et Pampres, Éditions Archimbaud, 2004
- L'Evangile du monstre, Revue des Deux Mondes, pp. 135-142, décembre 2008
- Traité de la boule de cristal, Riveneuve, 2014, Essai
- La Visite curieuse et secrète, ou relation véritable de choses inouïes se passant en la mer et ses a : Relation véritable de choses inouïes se passant en la mer et ses abysses, Riveneuve, 2015
- Histoire spirituelle de la danse, Riveneuve, 2015, Essai
- Le sexe des pierres, Premier Parallèle, 2022, Théâtre
- La Vie profonde Une expédition dans les abysses, Arthaud, 2023
- Histoire spirituelle de la danse, Riveneuve, 2024, Essai
- Le Sale Discours - ou géographie des déchets pour tenter de distinguer au mieux ce qui est propre de ce qui ne l'est pas, Riveneuve, 2024, Essai